# Коновалов Василь Миколайович
Василь Миколайович Коновалов (нар. 1 січня 1926, місто Вятка, тепер місто Кіров Кіровської області, Російська Федерація) — радянський державний діяч, 2-й секретар ЦК КП Азербайджану. Кандидат у члени ЦК КПРС у 1986—1989 роках. Депутат Верховної Ради СРСР 11-го скликання. Кандидат економічних наук (1966).

## Життєпис
У 1943—1946 роках — помічник механіка цеху, інструктор виробничого навчання школи фабрично-заводського учнівства, у 1946—1949 роках — секретар комітету комсомолу комбінату «Іскож» міста Кірова Кіровської області.
Член ВКП(б) з 1947 року.
У 1949—1950 роках — 1-й секретар Ждановського районного комітету ВЛКСМ міста Кірова.
З 1950 року — голова комітету профспілки комбінату «Іскож» міста Кірова Кіровської області.
У 1954 році закінчив Вищу школу професійного руху ВЦРПС.
У 1954—1957 роках — завідувач відділу пропаганди, секретар по зоні машинно-тракторної станції Міхньовського районного комітету КПРС Московської області.
З 1957 року — інструктор, заступник завідувача відділу Московського обласного комітету КПРС.
У 1963 році — секретар Московської сільської обласної ради профспілок.
У 1963—1967 роках — в апараті Московського обласного комітету КПРС.
У 1967—1983 роках — інструктор, консультант, завідувач сектора Білорусії і Прибалтики відділу організаційно-партійної роботи ЦК КПРС.
8 липня 1983 — 13 листопада 1988 року — 2-й секретар ЦК КП Азербайджану.
З 1988 року — персональний пенсіонер союзного значення в місті Москві.
До 1991 року — старший викладач Московської вищої партійної школи.

## Нагороди і звання
- орден Жовтневої Революції
- ордени
- медалі